# 达尼洛·科伊托
达尼洛·科伊托（西班牙語：Danilo Coito，1931年10月23日—），乌拉圭男子篮球运动员。他曾代表乌拉圭参加1960年夏季奥林匹克运动会男子篮球比赛，最终获得第八名。